# Dachstein
Pour les articles homonymes, voir Dachstein (homonymie).
Dachstein est une commune française située dans la circonscription administrative du Bas-Rhin et, depuis le 1er janvier 2021, dans le territoire de la Collectivité européenne d'Alsace, en région Grand Est.

## Géographie

### Description
Dachstein se trouve dans la région historique et culturelle d'Alsace et est située à : 2,2 km de Wolxheim – 4 km de Soultz-les-Bains – 2,5 km d'Avolsheim - 4 km d'Ernolsheim-sur-Bruche - 4 km de Molsheim - 22 km de Strasbourg.
La gare de Dachstein, située sur la  ligne de Strasbourg-Ville à Saint-Dié est desservie par les trains  TER Alsace de la relation Strasbourg - Entzheim-Aéroport - Molsheim  (ligne 18).
Le sentier de grande randonnée GR 534 tangente le nord du territoire communal, le long du canal de la Bruche.

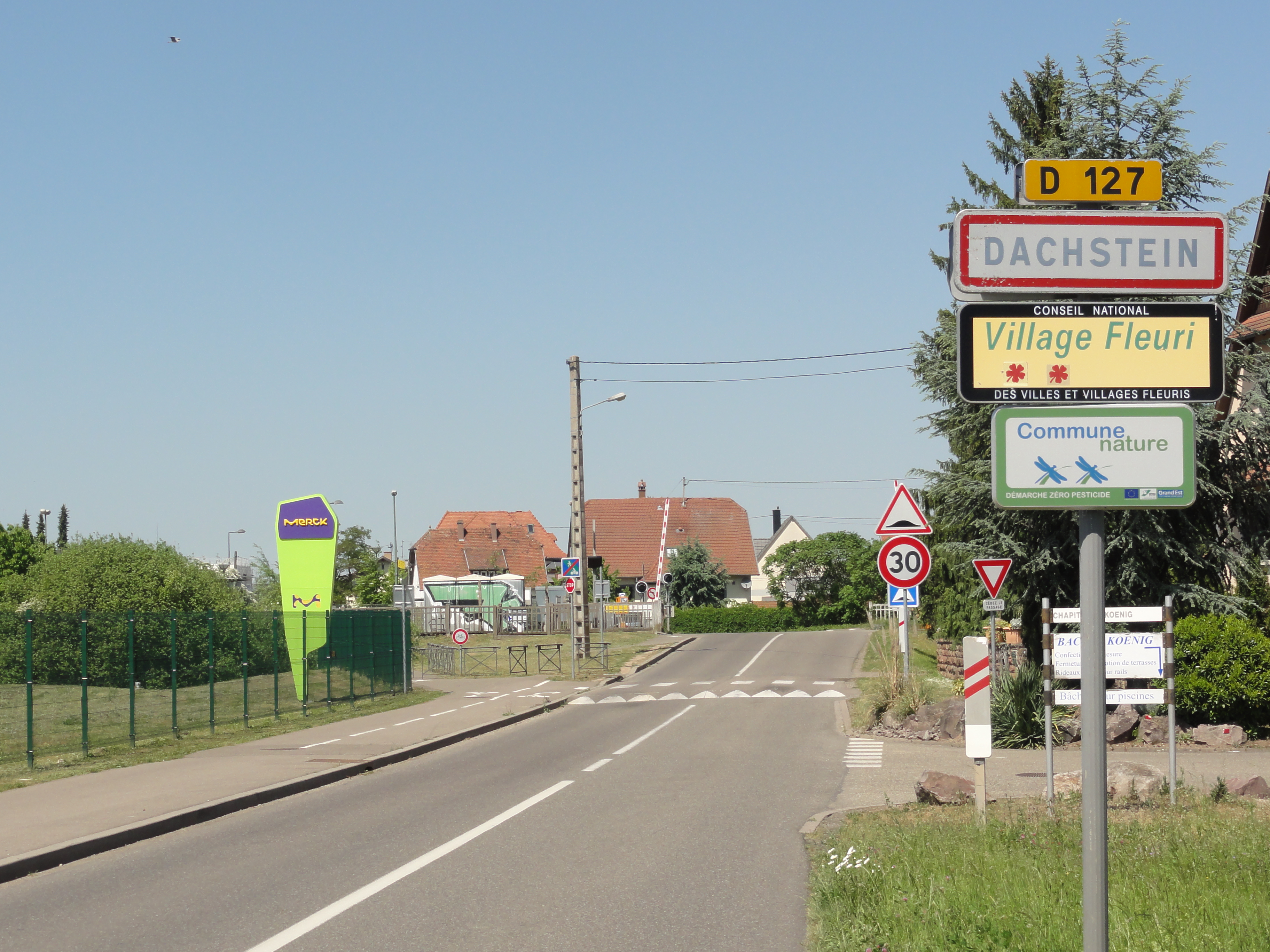
Entrée de l'agglomération.
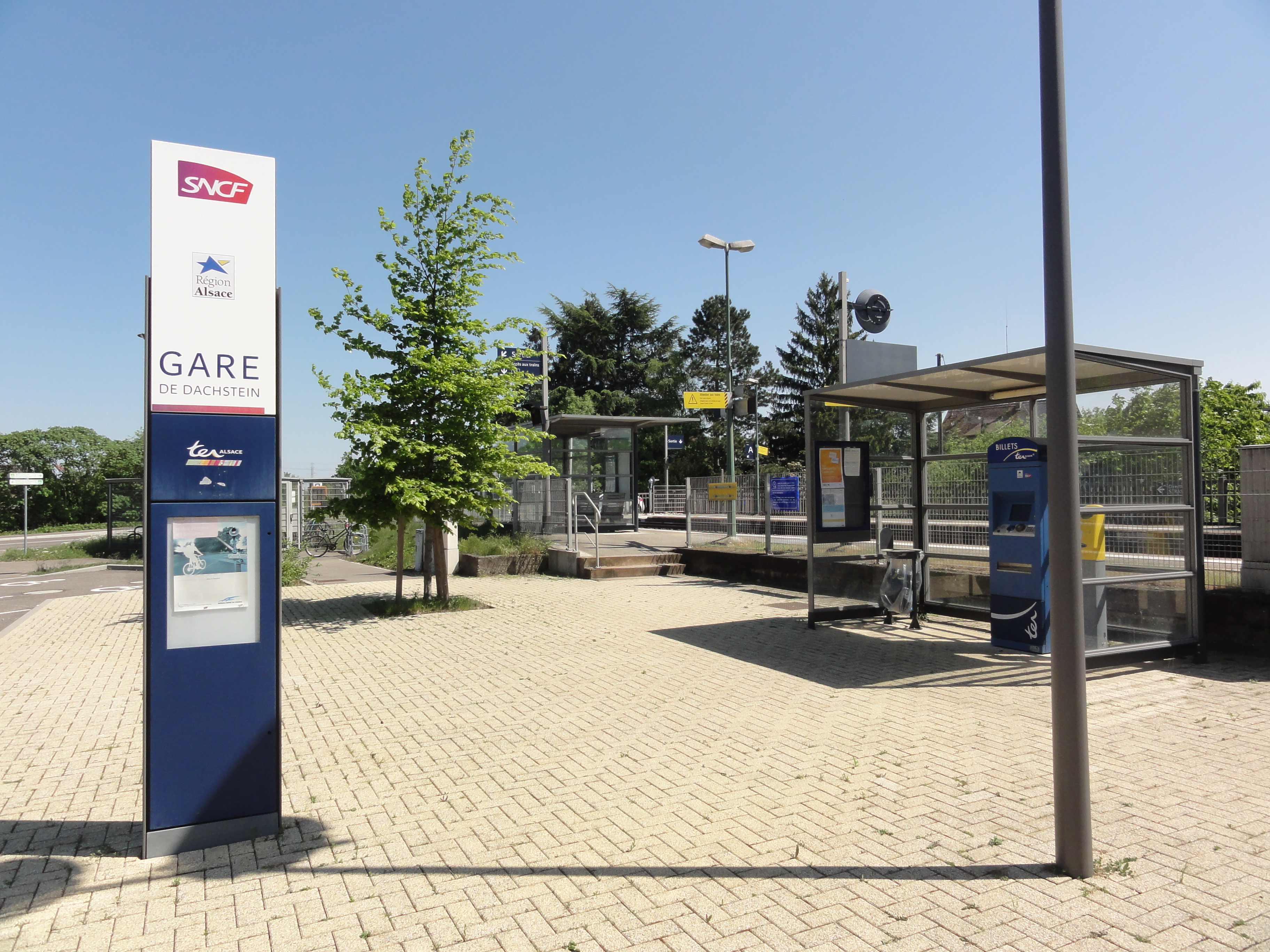
La gare de Dachstein.

### Communes limitrophes
| Wolxheim | Ergersheim |             |
| Molsheim | Dachstein  | Ernolsheim  |
|          | Altorf     | Duttlenheim |

### Hydrographie

#### Réseau hydrographique
La commune est dans le bassin versant du Rhin au sein du bassin Rhin-Meuse. Elle est drainée par la Bruche et le ruisseau le Dachsteinbach,.

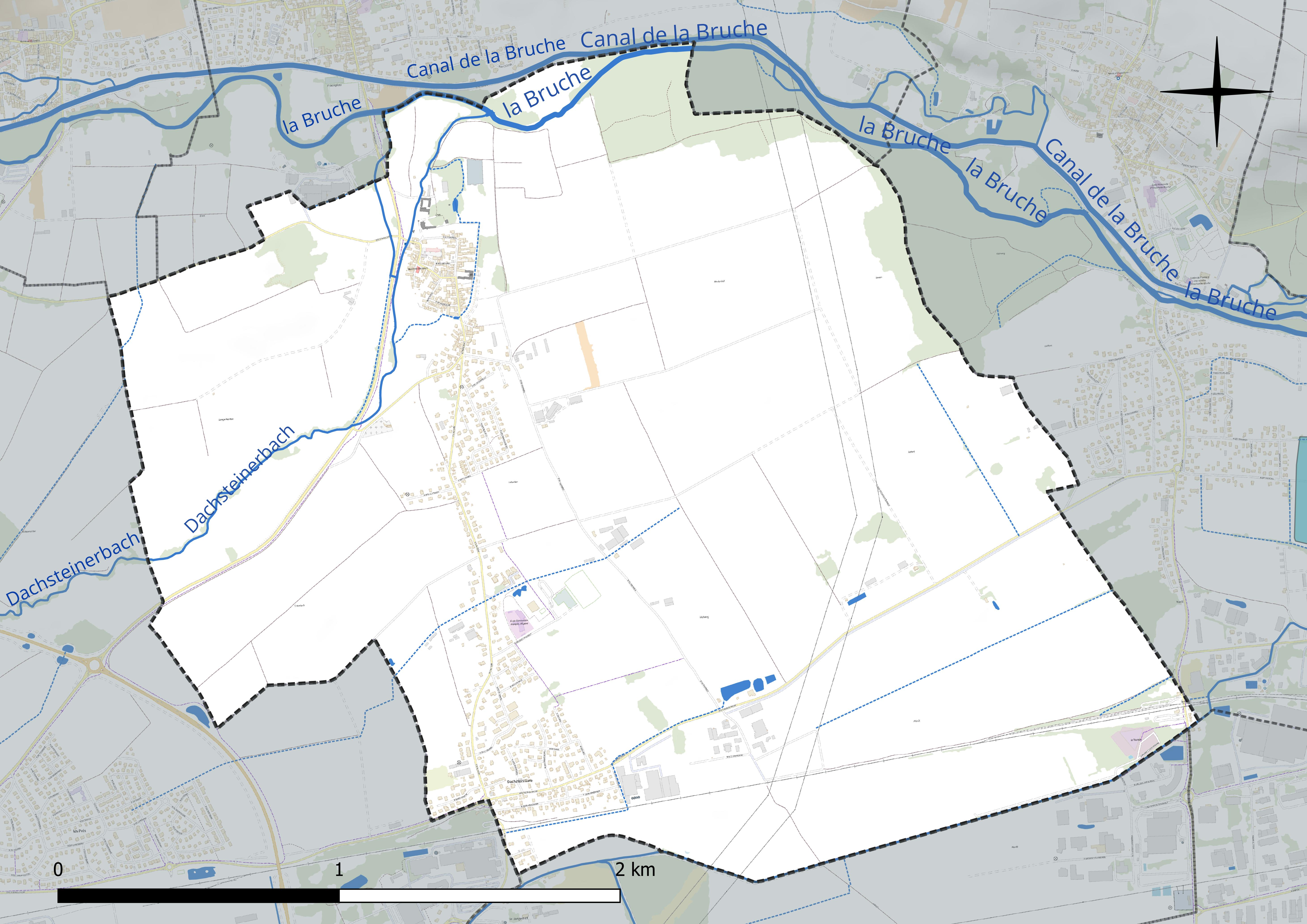
Réseau hydrographique de Dachstein.

La Bruche limite au nord le territoire communal. D'une longueur de 77 km, elle prend sa source dans la commune de Urbeis et se jette  dans l'Ill à Strasbourg, après avoir traversé 37 communes. Les caractéristiques hydrologiques de la Bruche sont données par la station hydrologique située sur la commune de Wolxheim. Le débit moyen mensuel est de 6,1 m3/s. Le débit moyen journalier maximum est de 82,6 m3/s, atteint lors de la crue du 5 janvier 2018. Le débit instantané maximal est quant à lui de 93,5 m3/s, atteint le même jour.

Le lavoir
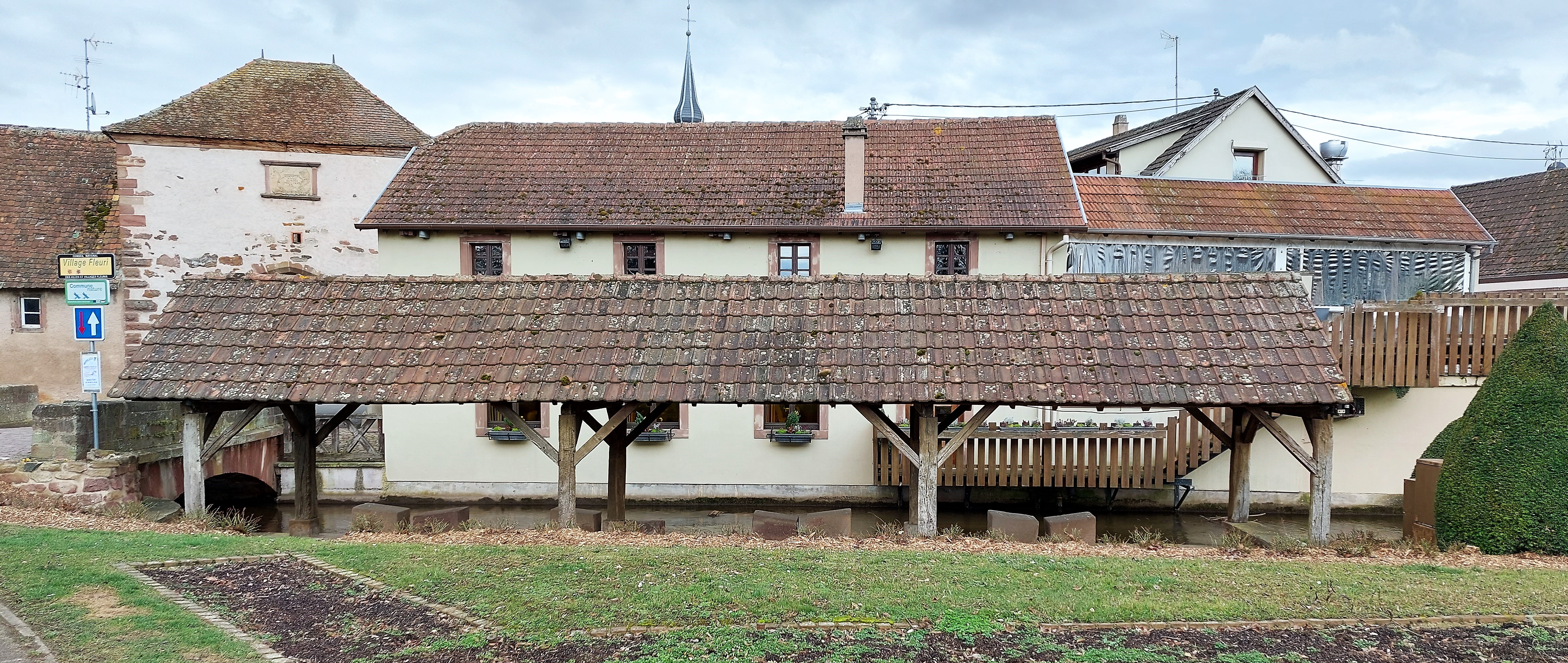
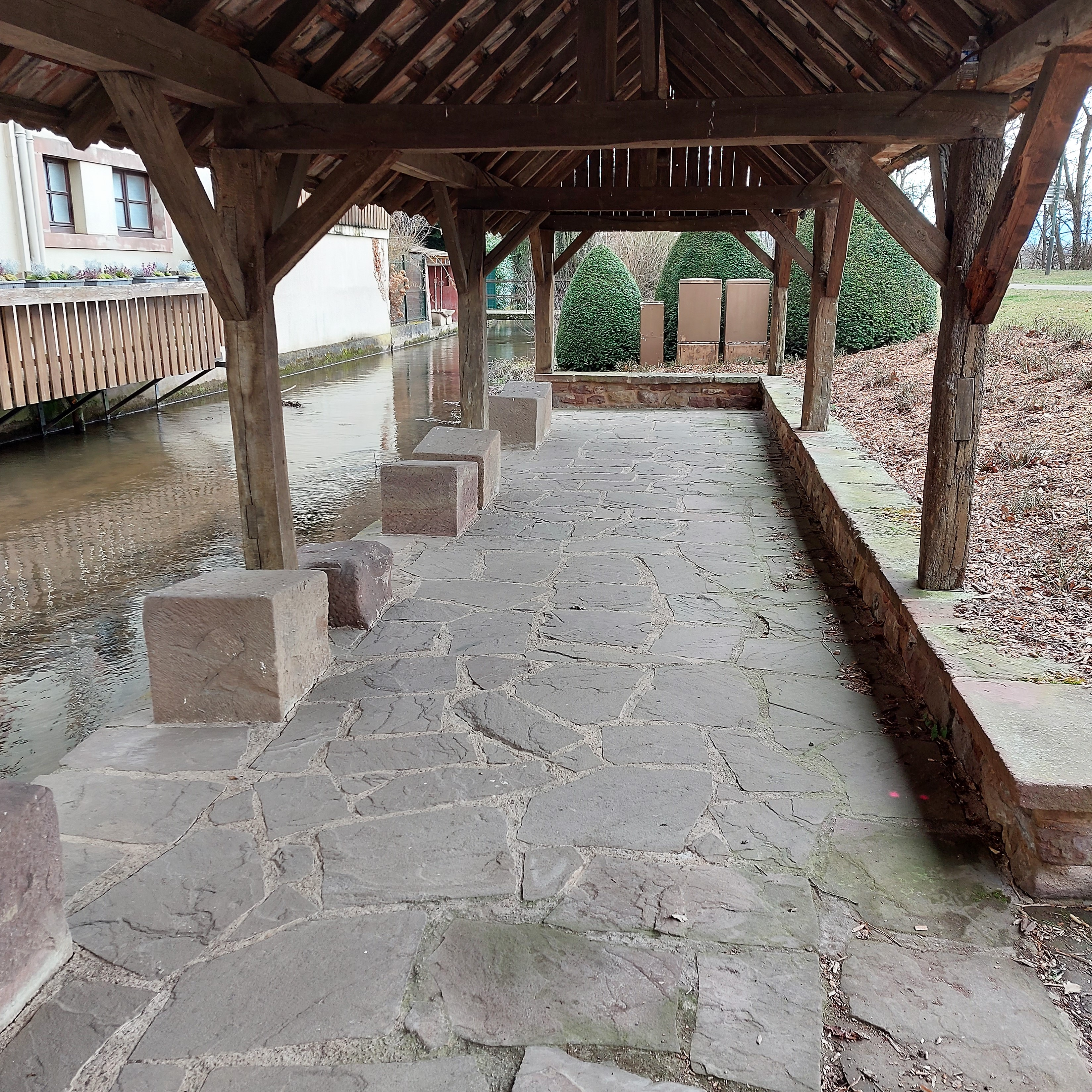

#### Gestion et qualité des eaux
Le territoire communal est couvert par le schéma d'aménagement et de gestion des eaux (SAGE) « Ill Nappe Rhin ». Ce document de planification concerne la nappe phréatique rhénane, les cours d'eau de la plaine d'Alsace et du piémont oriental du Sundgau, les canaux situés entre l'Ill et le Rhin et les zones humides de la plaine d'Alsace. Le périmètre s’étend sur 3 596 km2. Il a été approuvé le 17 janvier 2005. La structure porteuse de l'élaboration et de la mise en œuvre est la région Grand Est.
La qualité des cours d’eau peut être consultée sur un site dédié géré par les agences de l’eau et l’Agence française pour la biodiversité.

### Climat
Pour des articles plus généraux, voir Climat du Grand Est et Climat du Bas-Rhin.
En 2010, le climat de la commune est de type climat des marges montargnardes, selon une étude du Centre national de la recherche scientifique s'appuyant sur une série de données couvrant la période 1971-2000. En 2020, Météo-France publie une typologie des climats de la France métropolitaine dans laquelle la commune est exposée à un climat semi-continental et est dans une zone de transition entre les régions climatiques « Vosges » et « Alsace ».
Pour la période 1971-2000, la température annuelle moyenne est de 10,6 °C, avec une amplitude thermique annuelle de 17,8 °C. Le cumul annuel moyen de précipitations est de 682 mm, avec 9,3 jours de précipitations en janvier et 10,1 jours en juillet. Pour la période 1991-2020, la température moyenne annuelle observée sur la station météorologique de Météo-France la plus proche, « Strasbourg-Entzheim », sur la commune d'Entzheim à 8 km à vol d'oiseau, est de 11,4 °C et le cumul annuel moyen de précipitations est de 635,7 mm. 
La température maximale relevée sur cette station est de 38,9 °C, atteinte le 25 juillet 2019 ; la température minimale est de −23,6 °C, atteinte le 23 janvier 1942,,.
Les paramètres climatiques de la commune ont été estimés pour le milieu du siècle (2041-2070) selon différents scénarios d'émission de gaz à effet de serre à partir des nouvelles projections climatiques de référence DRIAS-2020. Ils sont consultables sur un site dédié publié par Météo-France en novembre 2022.

## Urbanisme

### Typologie
Au 1er janvier 2024, Dachstein est catégorisée ceinture urbaine, selon la nouvelle grille communale de densité à sept niveaux définie par l'Insee en 2022.
Elle appartient à l'unité urbaine de Molsheim, une agglomération intra-départementale regroupant dix  communes, dont elle est une commune de la banlieue,,. Par ailleurs la commune fait partie de l'aire d'attraction de Strasbourg (partie française), dont elle est une commune de la couronne,. Cette aire, qui regroupe 268 communes, est catégorisée dans les aires de 700 000 habitants ou plus (hors Paris),.

### Occupation des sols
L'occupation des sols de la commune, telle qu'elle ressort de la base de données européenne d’occupation biophysique des sols Corine Land Cover (CLC), est marquée par l'importance des territoires agricoles (82,3 % en 2018), en diminution par rapport à 1990 (86,4 %). La répartition détaillée en 2018 est la suivante : 
terres arables (82,3 %), zones urbanisées (13,1 %), forêts (3,3 %), zones industrielles ou commerciales et réseaux de communication (1,2 %). L'évolution de l’occupation des sols de la commune et de ses infrastructures peut être observée sur les différentes représentations cartographiques du territoire : la carte de Cassini (XVIIIe siècle), la carte d'état-major (1820-1866) et les cartes ou photos aériennes de l'IGN pour la période actuelle (1950 à aujourd'hui).

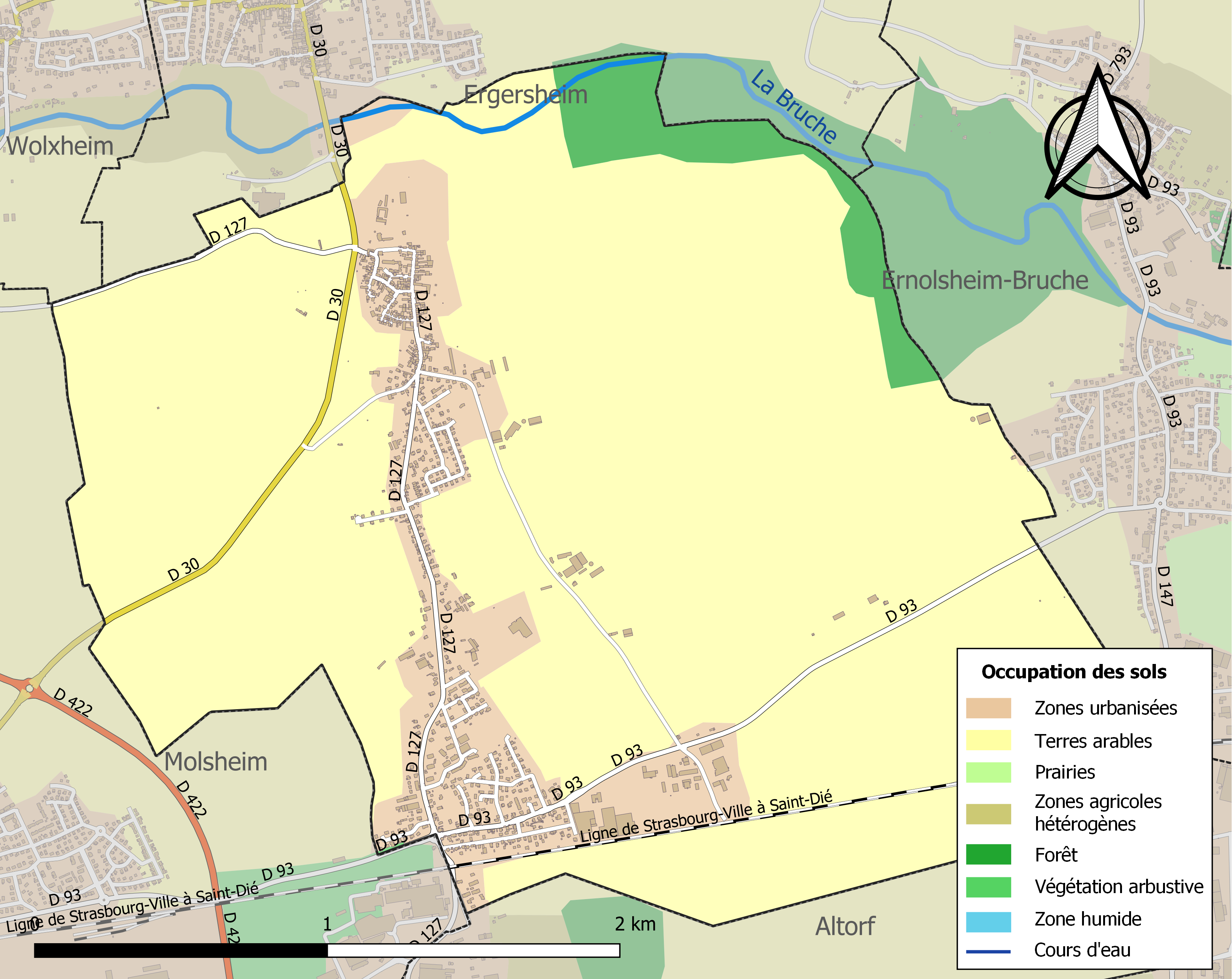
Carte des infrastructures et de l'occupation des sols de la commune en 2018 (CLC).

### Habitat et logement
En 2018, le nombre total de logements dans la commune était de 745, alors qu'il était de 714 en 2013 et de 607 en 2008.
Parmi ces logements, 94,9 % étaient des résidences principales, 0,8 % des résidences secondaires et 4,3 % des logements vacants. Ces logements étaient pour 68 % d'entre eux des maisons individuelles et pour 32 % des appartements.
Le tableau ci-dessous présente la typologie des logements à Dachstein en 2018 en comparaison avec celle du Bas-Rhin et de la France entière. Une caractéristique marquante du parc de logements est ainsi une proportion de résidences secondaires et logements occasionnels (0,8 %) inférieure à celle du département (3,1 %) et à celle de la France entière (9,7 %). Concernant le statut d'occupation de ces logements, 74 % des habitants de la commune sont propriétaires de leur logement (77,2 % en 2013), contre 56,3 % pour le Bas-Rhin et 57,5 % pour la France entière.
| Typologie                                               | Dachstein | Bas-Rhin | France entière |
| ------------------------------------------------------- | --------- | -------- | -------------- |
| Résidences principales (en %)                           | 94,9      | 89       | 82,1           |
| Résidences secondaires et logements occasionnels (en %) | 0,8       | 3,1      | 9,7            |
| Logements vacants (en %)                                | 4,3       | 7,8      | 8,2            |

## Toponymie
A. W. Strobel dans son Geschichte des Elsasses (1851) cite le massacre des habitants de Dagostein par les Hongrois en 917, on peut penser avec raison qu'il s'agit de Dachstein. La forme la plus ancienne de ce nom à ce jour connu est Dabechenstein en 1017, on retrouve la même évolution avec Dagsburg en Dabo. Dagostein : la demeure de Dago(bert) (?) comme pour Herrinstein (Erstein) : la demeure de l'abbesse.
La localité est nommée  Dàchstaan en alsacien.

## Histoire

### Préhistoire et antiquité

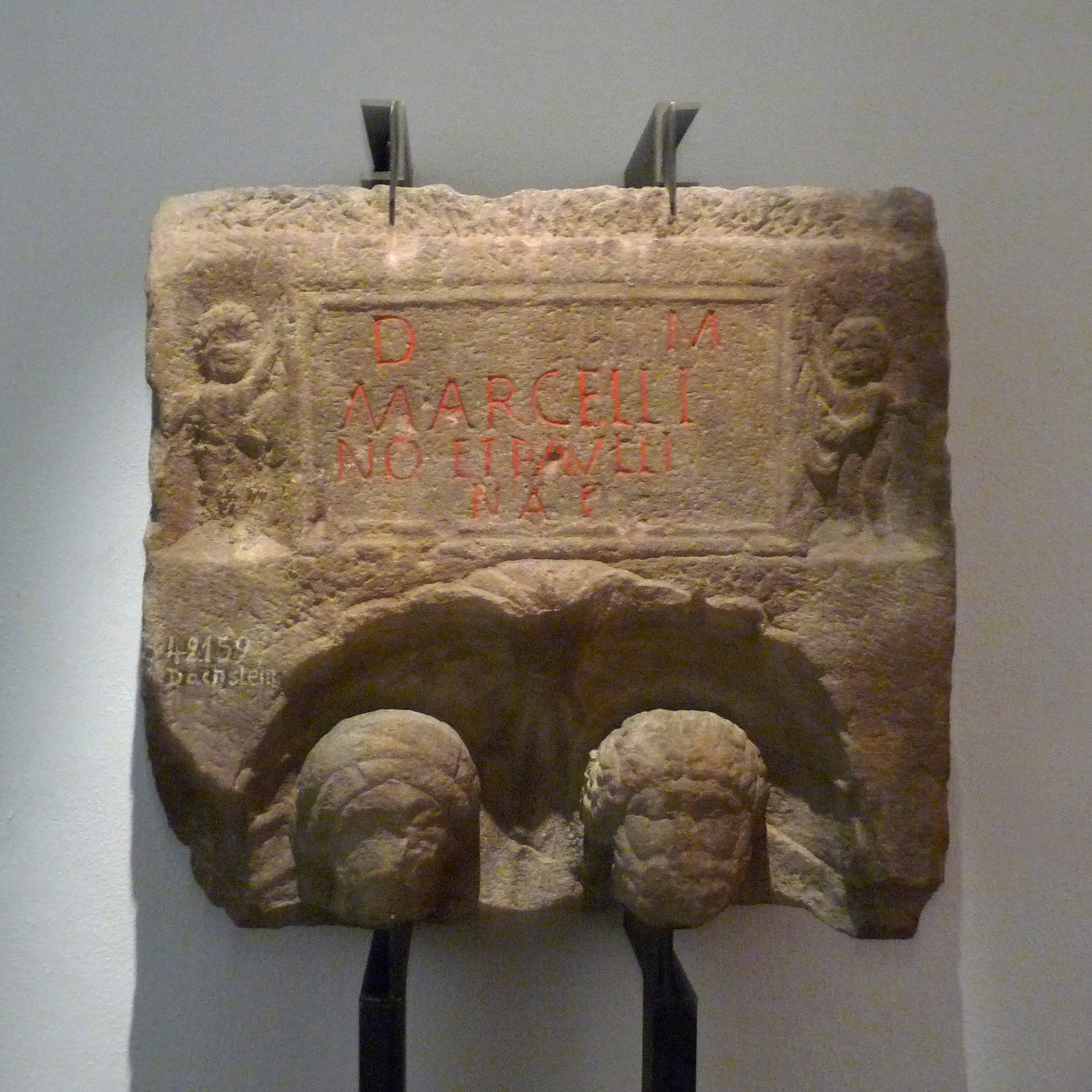
Stèle funéraire d'un couple, IIIe siècle, trouvée à Dachstein (musée archéologique de Strasbourg).

Le site de Dachstein est particulièrement riche en vestiges archéologiques puisqu'il a été occupé depuis le Néolithique.

### Moyen Âge
Pendant le Moyen Âge, les évêques de Strasbourg sont séduits par le site, qui forme une grande île entourée par la Bruche et créent le village. Dachstein était autrefois une petite ville fortifiée et protégée par un château construit en pierre de taille toutes d'une épaisseur de six à huit pieds. Le château, ainsi que les fortifications sont élevés en 1244 par l'évêque Henri II, qui en fait sa principale place de guerre. Ce dernier est ensuite incendié  par les Strasbourgeois en guerre avec l'évêque Walther de Geroldseck en 1262 peu après la bataille de Hausbergen.

### Temps modernes

#### Laguerre de Dachstein(1419-1422)

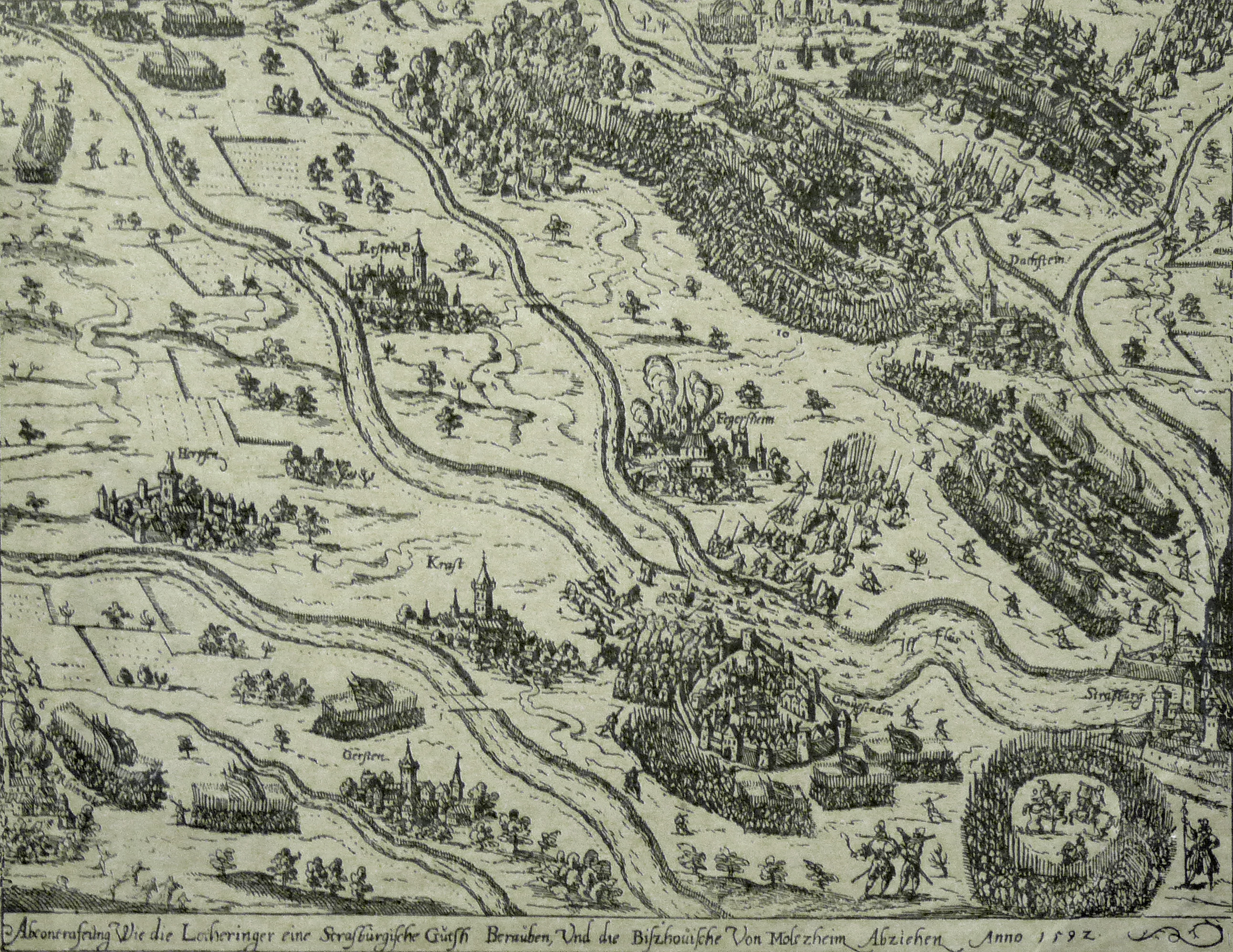
Escarmouches entre Dachstein et Molsheim durant la Guerre des Évêques, le 2 décembre 1592. Gravure ancienne).
Collection de la Chartreuse de Molsheim.

Le château est reconstruit et ses fortifications furent renforcées vers 1574-1580 par Jean de Manderscheid. Néanmoins le village est de nouveau pris en 1592 pendant la Guerre des évêques. Dachstein est ensuite successivement prise par les Suédois puis par les troupes impériales (du Saint-Empire romain germanique).
Le village passe finalement sous administration française en 1663,.
En 1657 il y eut dans la ville un pogrom qui coûta la vie à de nombreux juifs.

### Époque contemporaine
La gare de Dachstein est mise en service en 1864 par la Compagnie des chemins de fer de l'Est, facilitant ainis les déplacements des habitants et le transporft des marchandises.

## Politique et administration

### Rattachements administratifs et électoraux

#### Rattachements administratifs
La commune se trouve dans l'arrondissement de Molsheim du département de l'Bas-Rhin et dans le territoire de la collectivité européenne d'Alsace.
Elle faisait partie  depuis 1793 du canton de Molsheim. Dans le cadre du redécoupage cantonal de 2014 en France, cette circonscription administrative territoriale a disparu, et le canton n'est plus qu'une circonscription électorale.

#### Rattachements électoraux
Pour les élections départementales, la commune fait partie depuis 2014 d'un nouveau canton de Molsheim, dont les représentants siègent depuis la réforme de 2021 au conseil de la collectivité européenne d'Alsace, le conseil départemental d'Alsace.
Pour l'élection des députés, elle fait partie de la sixième circonscription du Bas-Rhin.

### Intercommunalité
Dachstein était membre de la communauté de communes de la Région de Molsheim-Mutzig, un établissement public de coopération intercommunale (EPCI) à fiscalité propre créé fin  1997 sous le nom de « communauté de communes de Molsheim-Mutzig et Environs »  et auquel la commune a transféré un certain nombre de ses compétences, dans les conditions déterminées par le code général des collectivités territoriales.

### Liste des maires
| Période                                  | Période                       | Identité                | Étiquette | Qualité                                                                          |
| ---------------------------------------- | ----------------------------- | ----------------------- | --------- | -------------------------------------------------------------------------------- |
| Les données manquantes sont à compléter. |                               |                         |           |                                                                                  |
| 1800                                     | 1825                          | Joseph Willem           |           |                                                                                  |
| 1825                                     | 1834                          | Joseph Willem           |           |                                                                                  |
| 1834                                     | 1848                          | Michel Wilt             |           |                                                                                  |
| 1882                                     | 1912                          | Balthazar Scharsch      |           |                                                                                  |
| 1913                                     | 1921                          | Charles Martin          |           |                                                                                  |
| 1921                                     | 1927                          | Michel Martin           |           |                                                                                  |
| 1928                                     | 1945                          | Joseph Heini            |           |                                                                                  |
| 1945                                     | 1968                          | Léon Kraenner           |           |                                                                                  |
| 1968                                     | 1977                          | Francis de Turckheim    |           |                                                                                  |
| 1977                                     | 1983                          | Hubert Gillmann         |           |                                                                                  |
| 1983                                     | 1995                          | Francis de Turckheim    |           |                                                                                  |
| 1995                                     | mars 2008                     | Hubert Gillmann         |           | Vice-président de la CC de la Région de Molsheim-Mutzig (1998 → ? )              |
| mars 2008                                | mai 2020                      | Léon Mockers            |           |                                                                                  |
| mai 2020                                 | octobre 2022                  | Jean-Claude André       |           | Cadre retraité Mandat écourté par la démission d'une partie du conseil municipal |
| octobre 2022,                            | En cours (au 30 janvier 2023) | Laetitia Martz-Delmulle |           | Cheffe d'entreprise                                                              |

## Population et société

### Démographie
L'évolution du nombre d'habitants est connue à travers les recensements de la population effectués dans la commune depuis 1793. Pour les communes de moins de 10 000 habitants, une enquête de recensement portant sur toute la population est réalisée tous les cinq ans, les populations de référence des années intermédiaires étant quant à elles estimées par interpolation ou extrapolation. Pour la commune, le premier recensement exhaustif entrant dans le cadre du nouveau dispositif a été réalisé en 2006.

En 2022, la commune comptait 1 755 habitants, en évolution de −3,04 % par rapport à 2016 (Bas-Rhin : +3,17 %, France hors Mayotte : +2,11 %).
| 1793 | 1800 | 1806 | 1821 | 1831 | 1836 | 1841 | 1846 | 1851 |
| ---- | ---- | ---- | ---- | ---- | ---- | ---- | ---- | ---- |
| 482  | 349  | 507  | 553  | 565  | 625  | 600  | 606  | 601  |

| 1856 | 1861 | 1866 | 1871 | 1875 | 1880 | 1885 | 1890 | 1895 |
| ---- | ---- | ---- | ---- | ---- | ---- | ---- | ---- | ---- |
| 588  | 598  | 578  | 580  | 543  | 591  | 577  | 554  | 561  |

| 1900 | 1905 | 1910 | 1921 | 1926 | 1931 | 1936 | 1946 | 1954 |
| ---- | ---- | ---- | ---- | ---- | ---- | ---- | ---- | ---- |
| 516  | 554  | 534  | 517  | 517  | 535  | 599  | 569  | 590  |

| 1962 | 1968 | 1975 | 1982 | 1990 | 1999  | 2006  | 2011  | 2016  |
| ---- | ---- | ---- | ---- | ---- | ----- | ----- | ----- | ----- |
| 620  | 788  | 952  | 936  | 957  | 1 271 | 1 439 | 1 650 | 1 810 |

| 2021  | 2022  | - | - | - | - | - | - | - |
| ----- | ----- | - | - | - | - | - | - | - |
| 1 783 | 1 755 | - | - | - | - | - | - | - |

## Culture locale et patrimoine

### Lieux et monuments
- L'église Saint-Martin : 
Cette église fut probablement construite aux alentours de 1240. Le chœur est construit dans le style baroque, en retrait par rapport à la longue nef modifié au début du XVIIIe siècle. En 1907 l'église fut retouchée. C'est alors que la façade présente deux baies falquant le clocher qui arbore un bulbe baroque. La croix en fer forgé sur le clocher date de 1878 tandis que le linteau de la porte d'entrée date de 1721 et est orné des armoiries de l'évêque Guillaume de Honstein. La façade Sud quant à elle comporte une niche gotique abritant une pietà offerte en 1777 par François-Joseph Klein et Anne-Marie Lentz. Le chœur contient un maître-autel baroque à passages latéraux imposant, et richement décoré de rinceaux, d'ailerons et de têtes d'angelots. On peut y voir aussi une statue de saint Martin, patron de la paroisse et à ses côtés saint Materne et saint Wendelin. Dans la niche centrale au-dessus se trouve la Vierge entourée de sainte Anne et saint Joachim. Dans la nef se trouvent aussi deux autels latéraux du XVIIIe siècle et une chaire baroque.

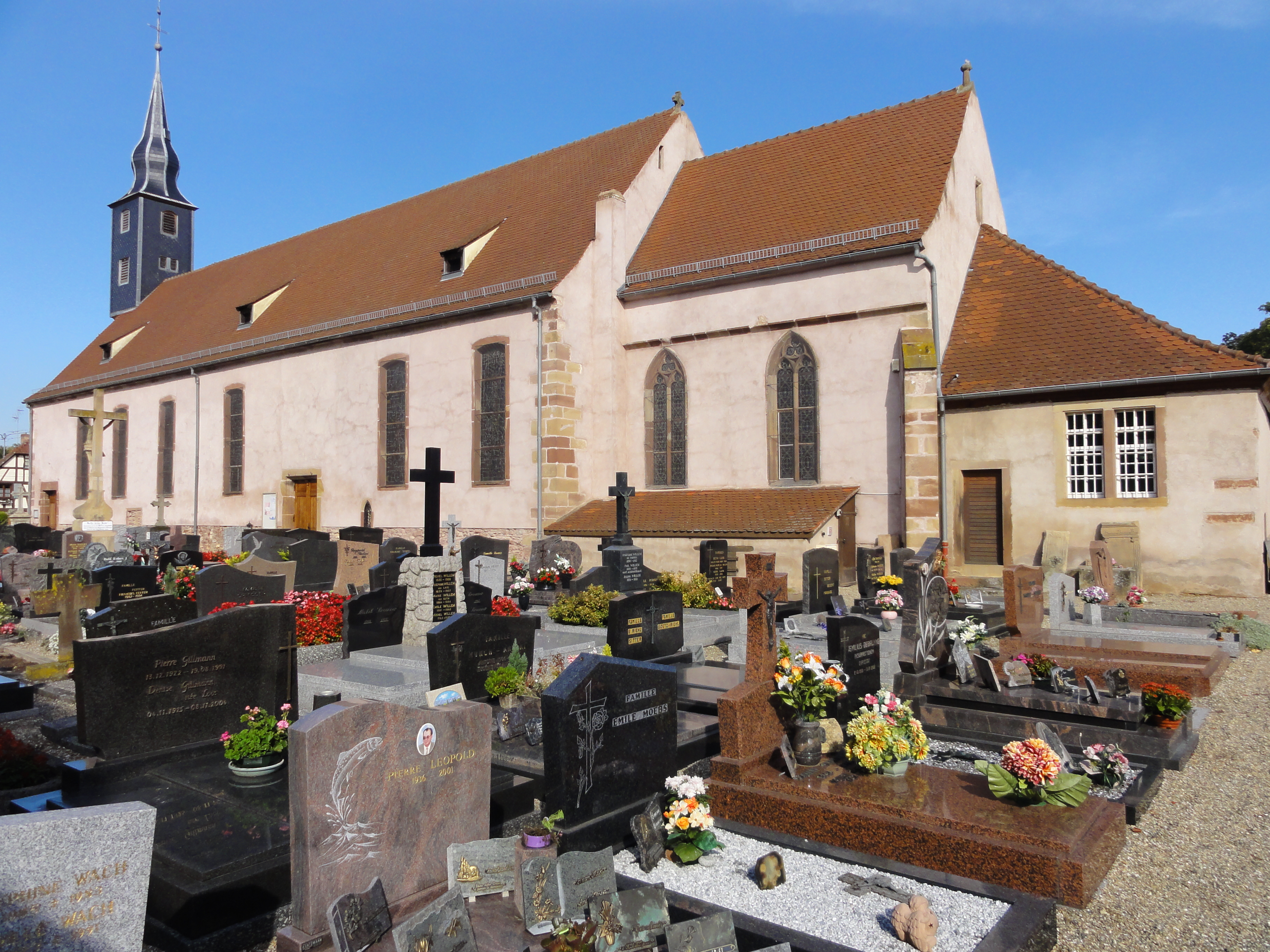
Église côté sud.
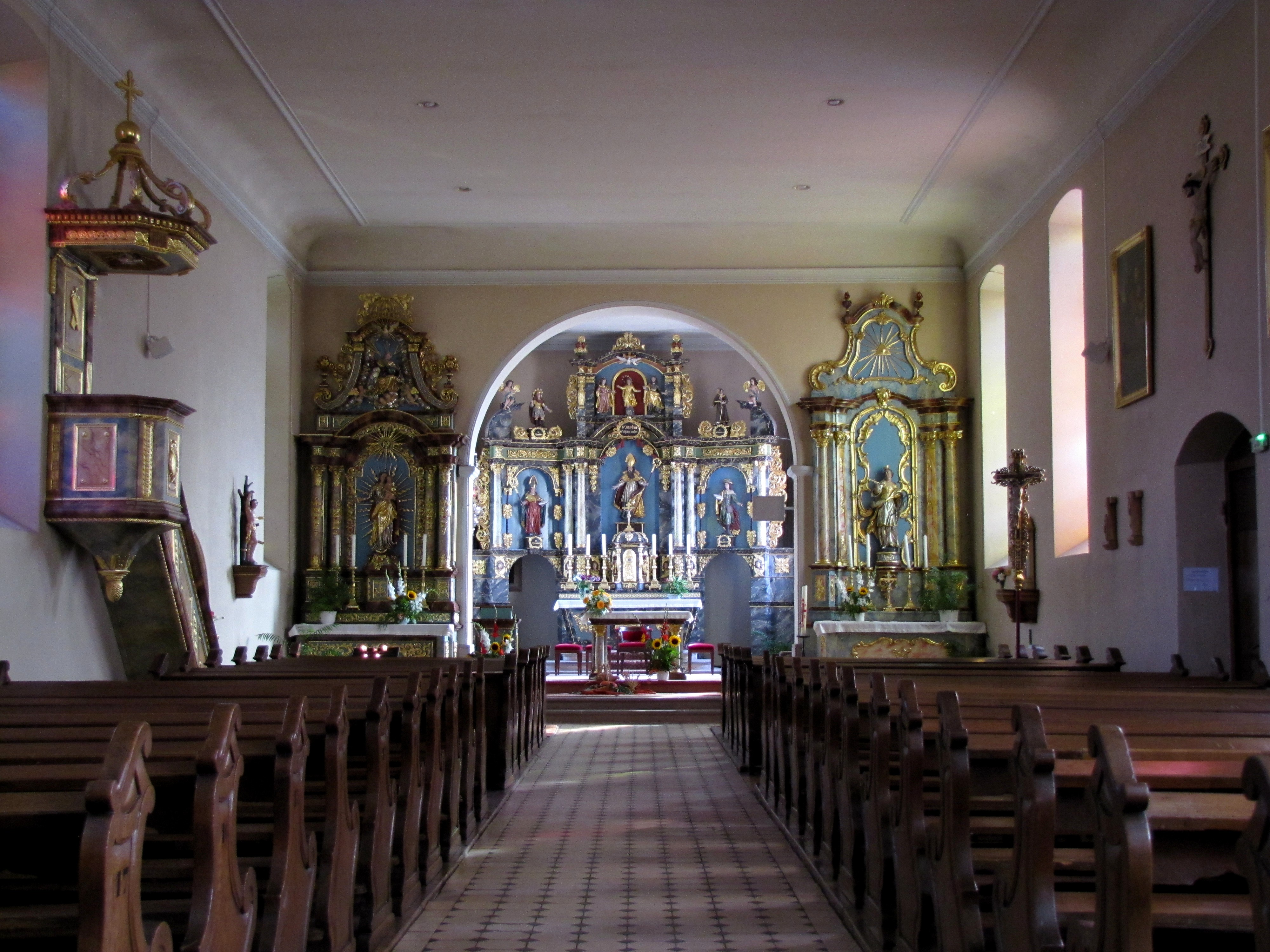
Vue intérieure de la nef vers le chœur.
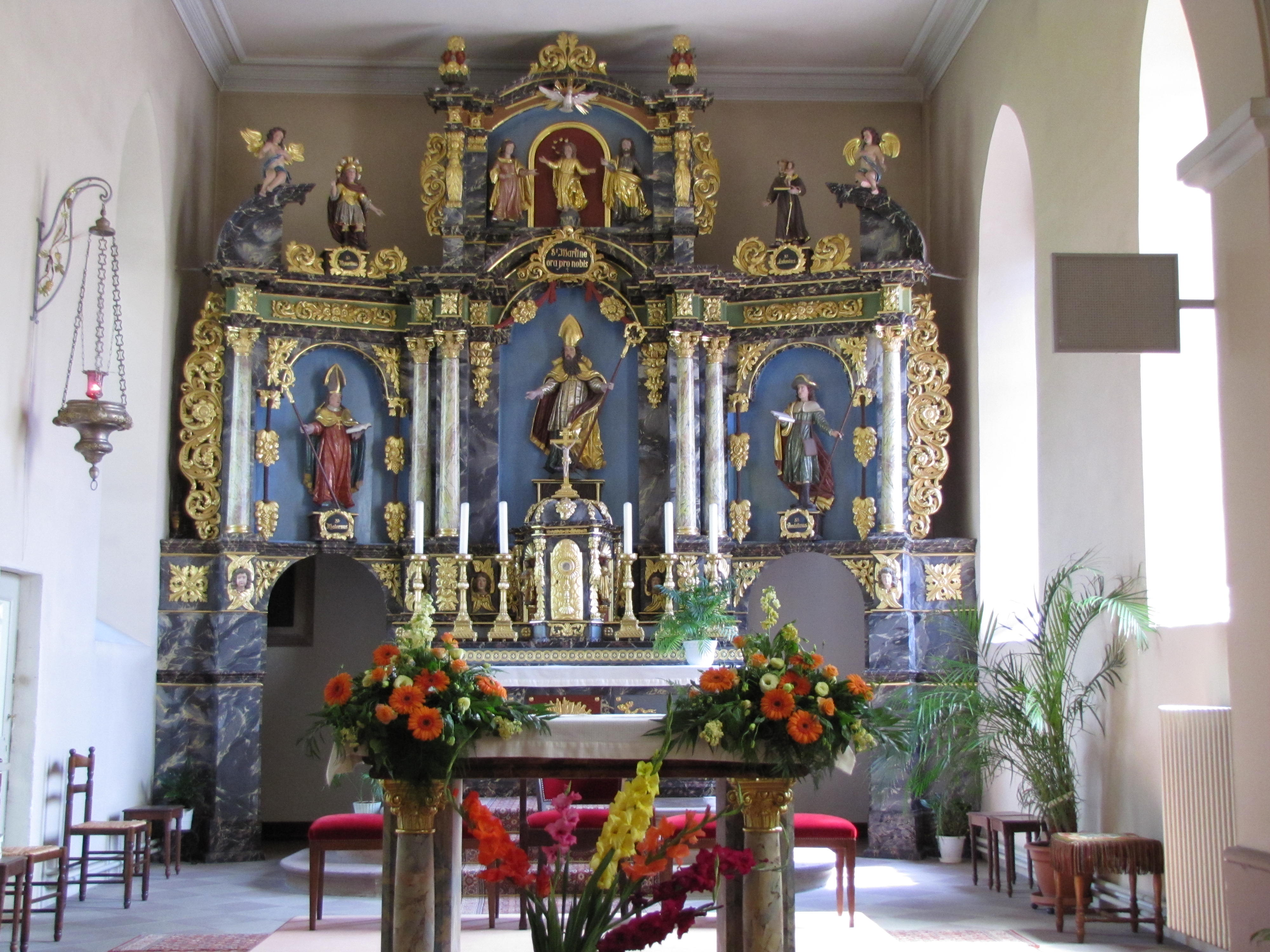
Maître-autel baroque "Saint-Martin" (XVIIe-XVIIIe).
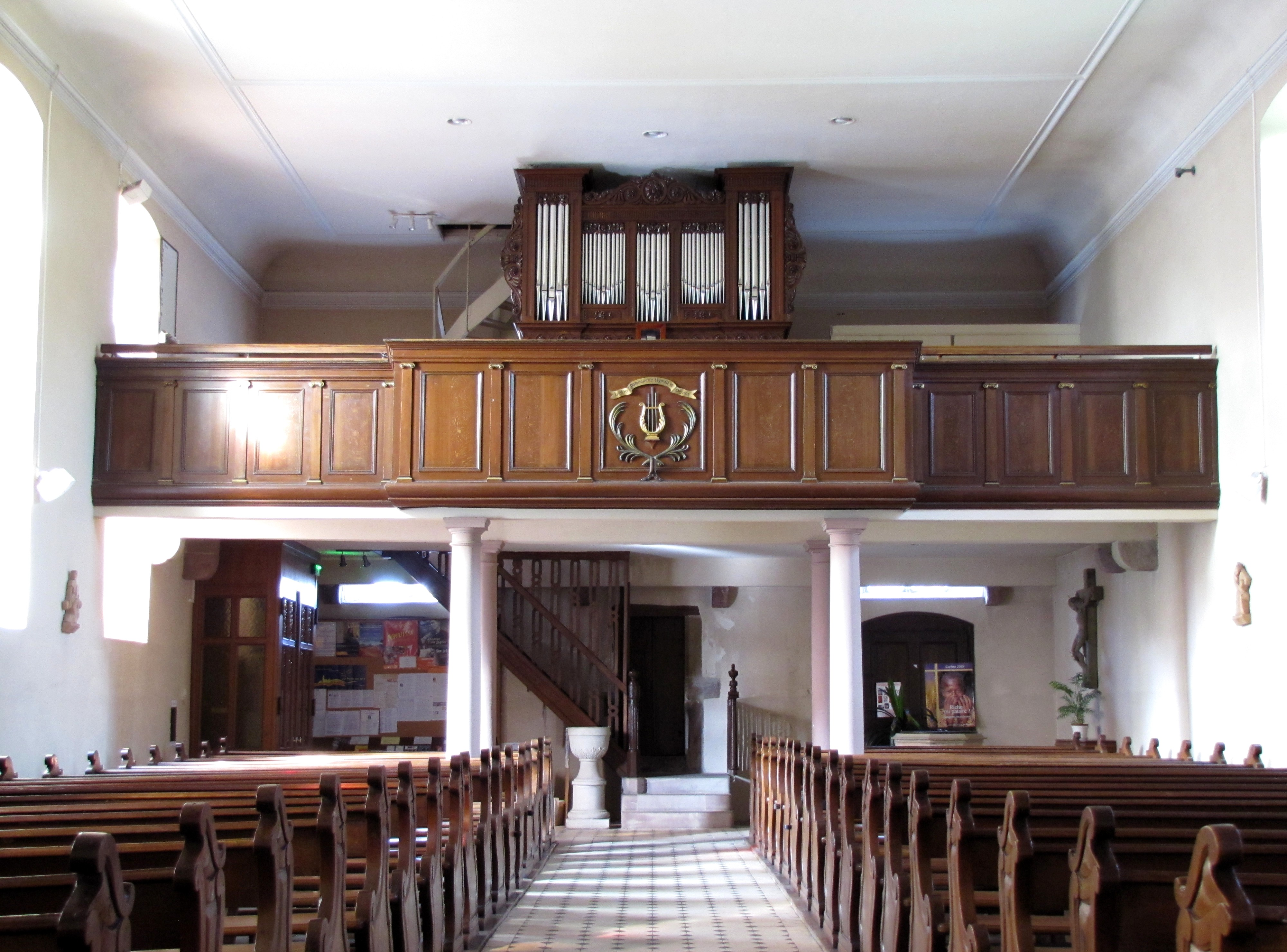
Vue intérieure de la nef vers la tribune d'orgue.
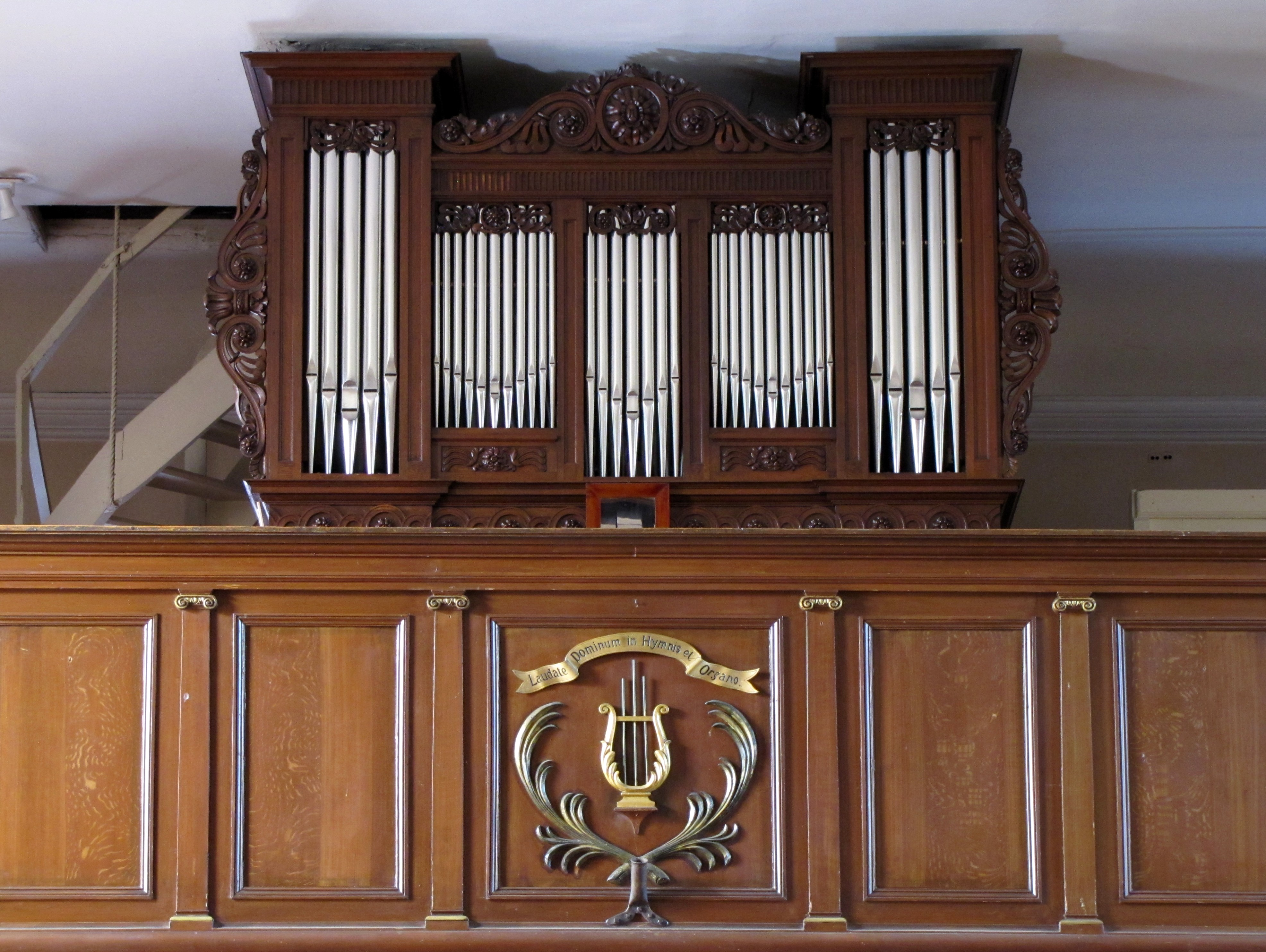
Orgue de tribune Mockers (1829).

- La porte de la Bruche, située à l'entrée Nord du vieux village : 
 À l'origine, elle se trouvait au niveau des murailles et permettait l'accès au village. Aujourd'hui même si les murailles n'existent plus dans la majeure partie, cette porte ayant été restaurée marque toujours l'entrée de Dachstein. Dachstein a été probablement fortifié sous Jean de Dirpheim. La fortification du village a fait suite à la construction d'un château de plaine en 1214 qui est intégré à l'enceinte urbaine. Le principal témoin de l'existence de ces fortifications, est la porte de la Bruche qui possède des angles renforcés par des pierres à bossage. La fortification possédait une autre porte donnant vers Molsheim mais qui elle a été détruite ne laissant que le rez-de-chaussée de la partie du passage est. L'ensemble des fortifications qui protégeaient Dorlisheim ont été renforcées à la fin du XVIe siècle par un rempart avec bastionnement. Depuis lors, il ne reste rien de ces aménagements qui n'ont consisté qu'en des levées de terre.  - Porte de la Bruche à Dachstein - Eau-forte de François Scheyder, architecte (1878-1949)

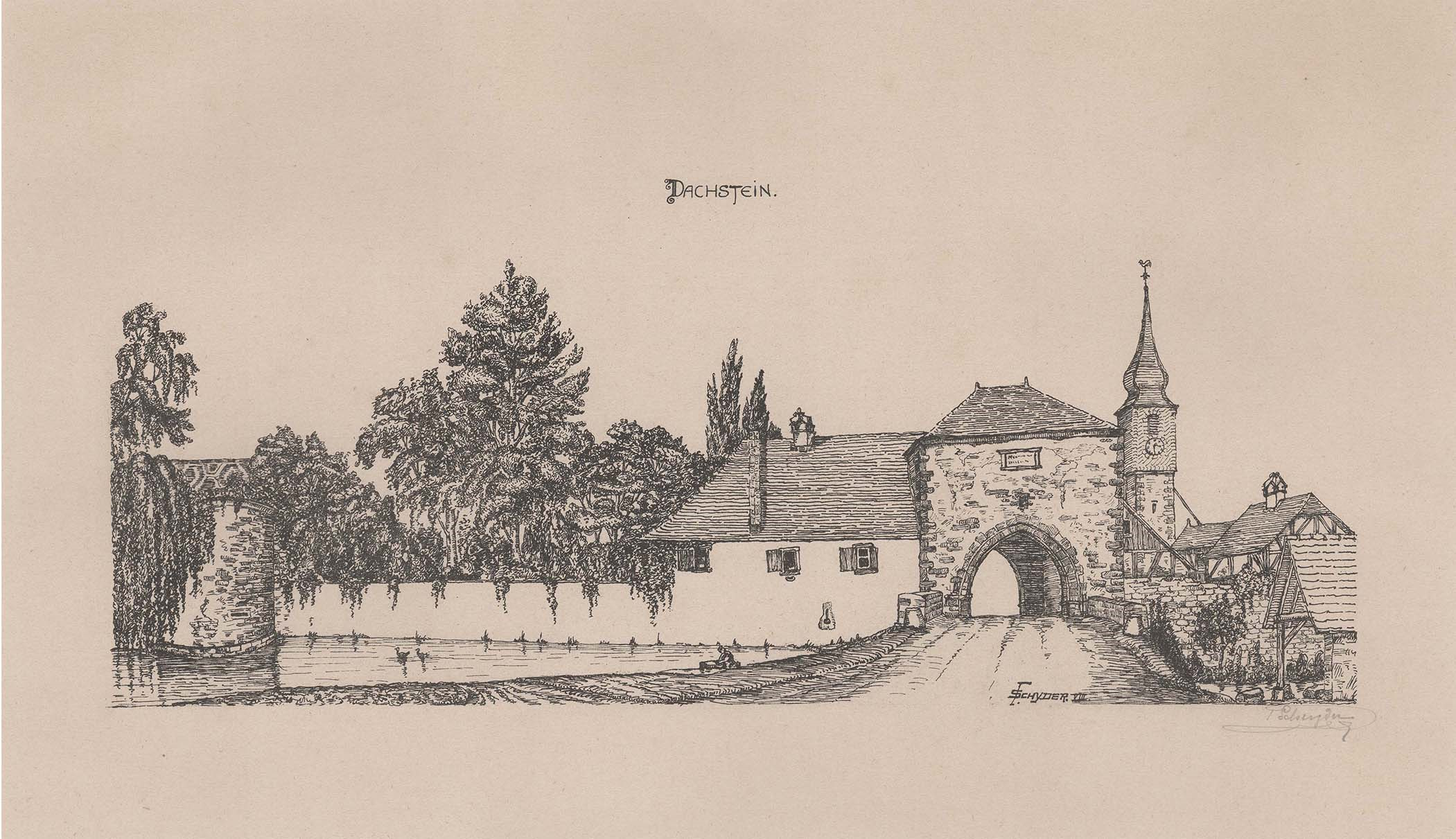
Porte de la Bruche à Dachstein - Eau-forte de François Scheyder, architecte (1878-1949)

- Le château des Evêques : 
Le château  est la résidence privilégiée des évêques de Strasbourg du XIIIe siècle au XVe siècle. Au départ ce château était un château fort du Moyen Âge jusqu'à la construction d'un château de plaisance dans son enceinte. Au cours du temps, l'édifice subit un certain nombre de restauration et de réaménagement. Étant composée de deux ailes en équerre, la construction est sur deux niveaux. À l'est, l'on peut observer la façade principale décorée de deux oriels tandis qu'à l'ouest la façade est interrompue par une tourelle contenant des escaliers.
- Le château Hervé ou Bourcart dit « La Magnanerie », situé au cœur du village. Ce manoir privé édifié en 1750 abrita une École Royale de la culture des vers à « Soye ». Depuis 1838, il est propriété de la famille Hervé. Dans les années 1990, ce cadre idyllique a servi au tournage de la saga cinéma Les Alsaciens ou les Deux Mathilde.

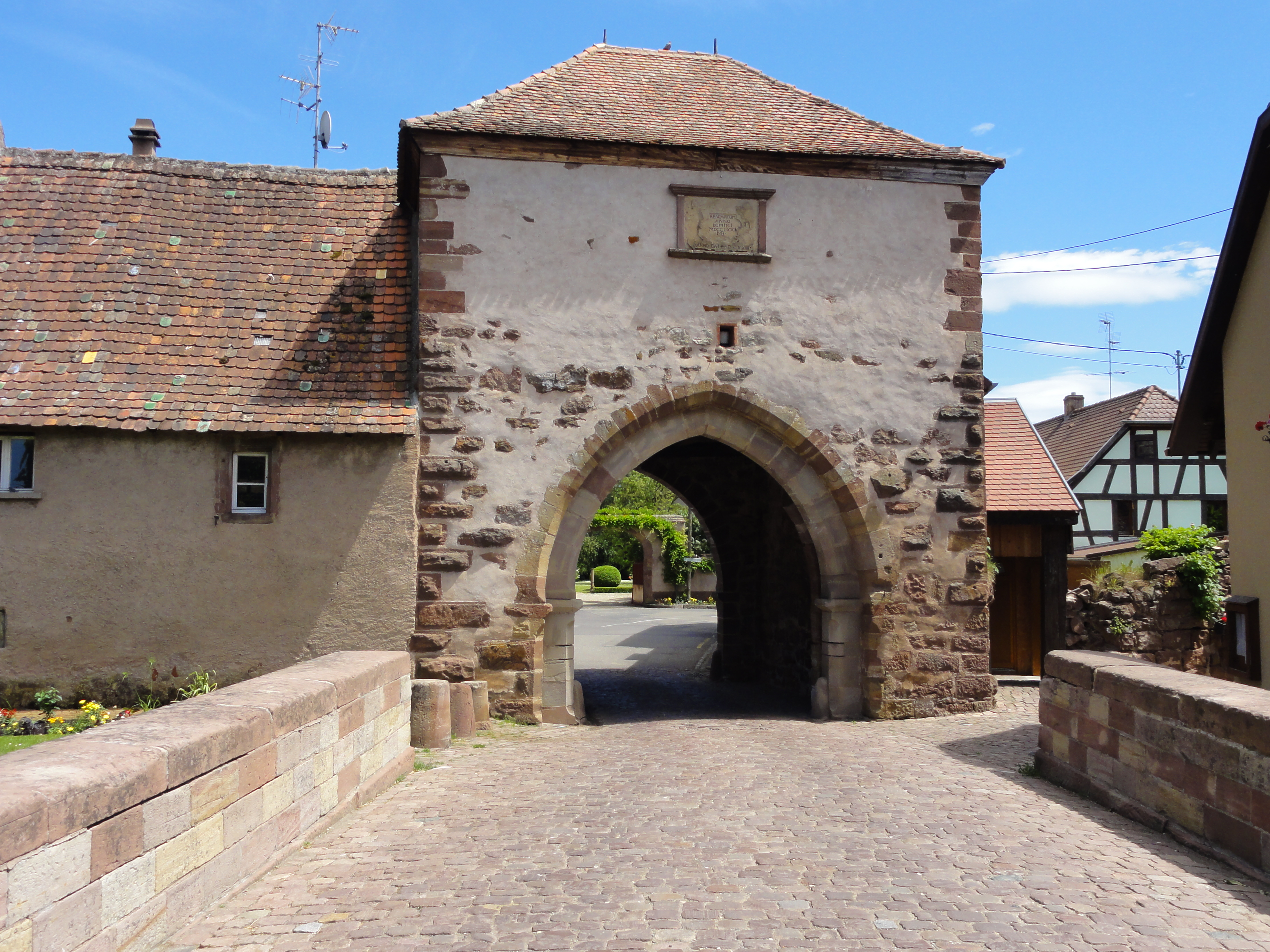
Porte de la Bruche.
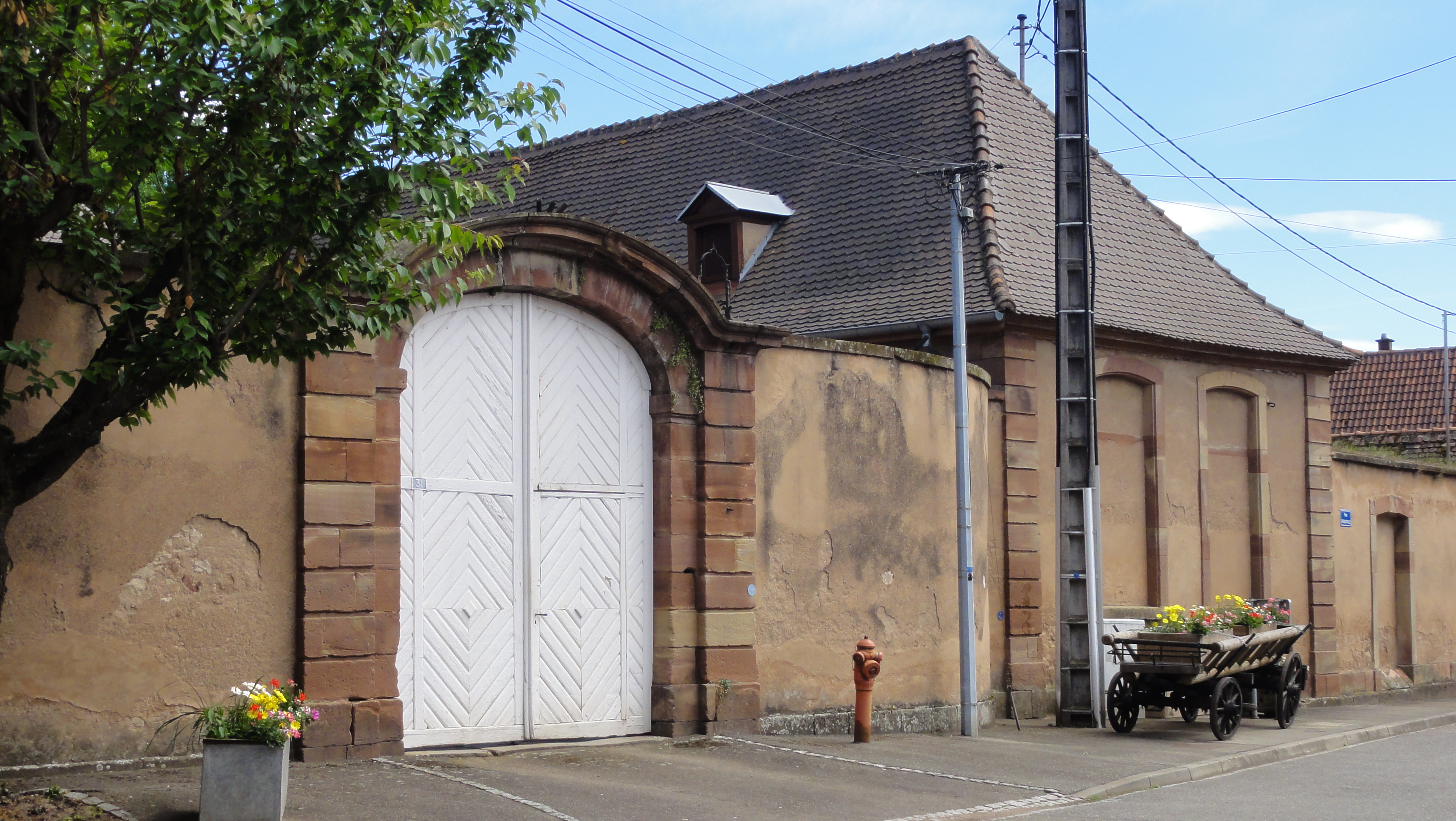
Enceinte du château Hervé.
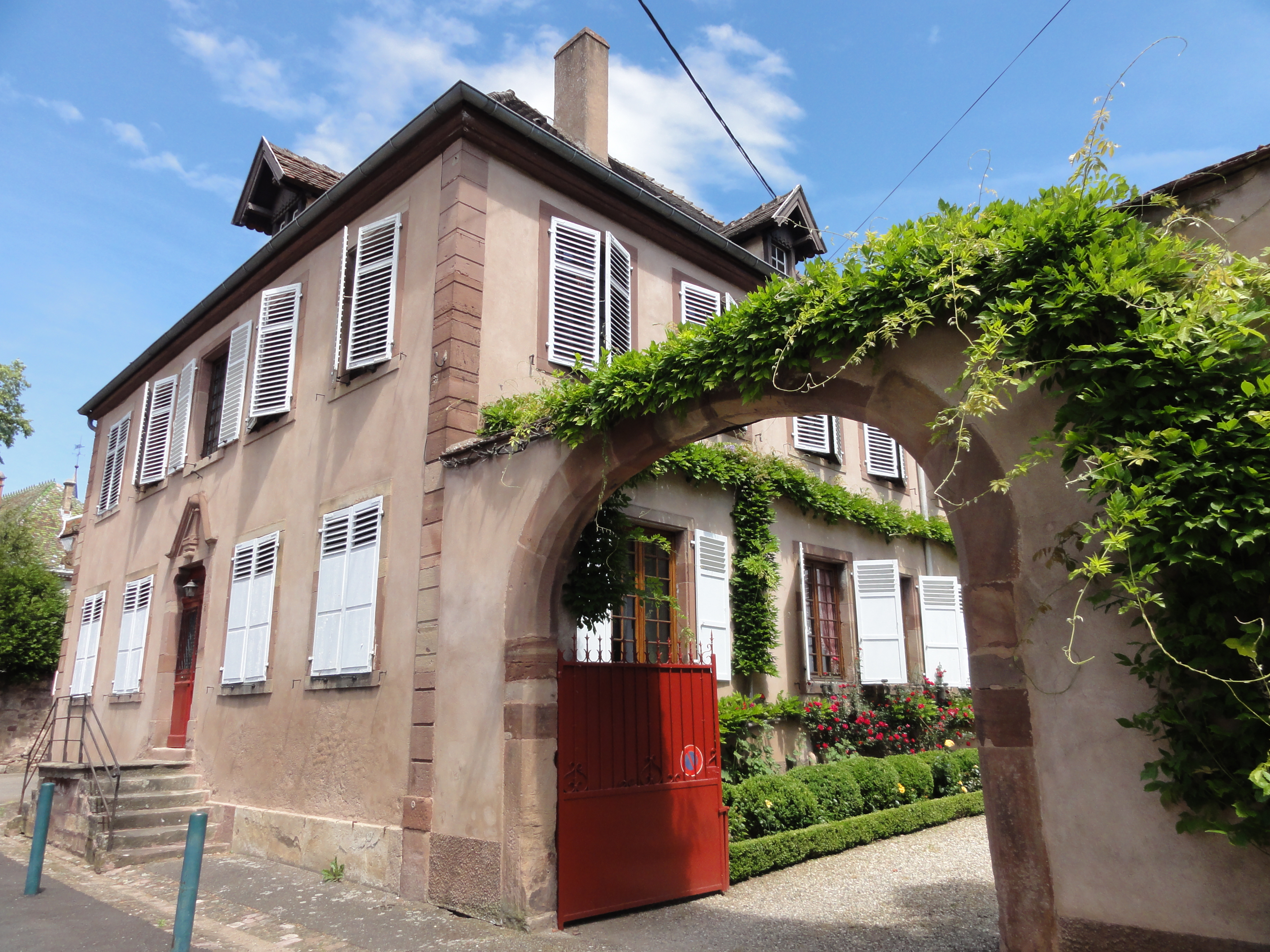
Ancien presbytère (XVIIIe), 6 rue Principale.
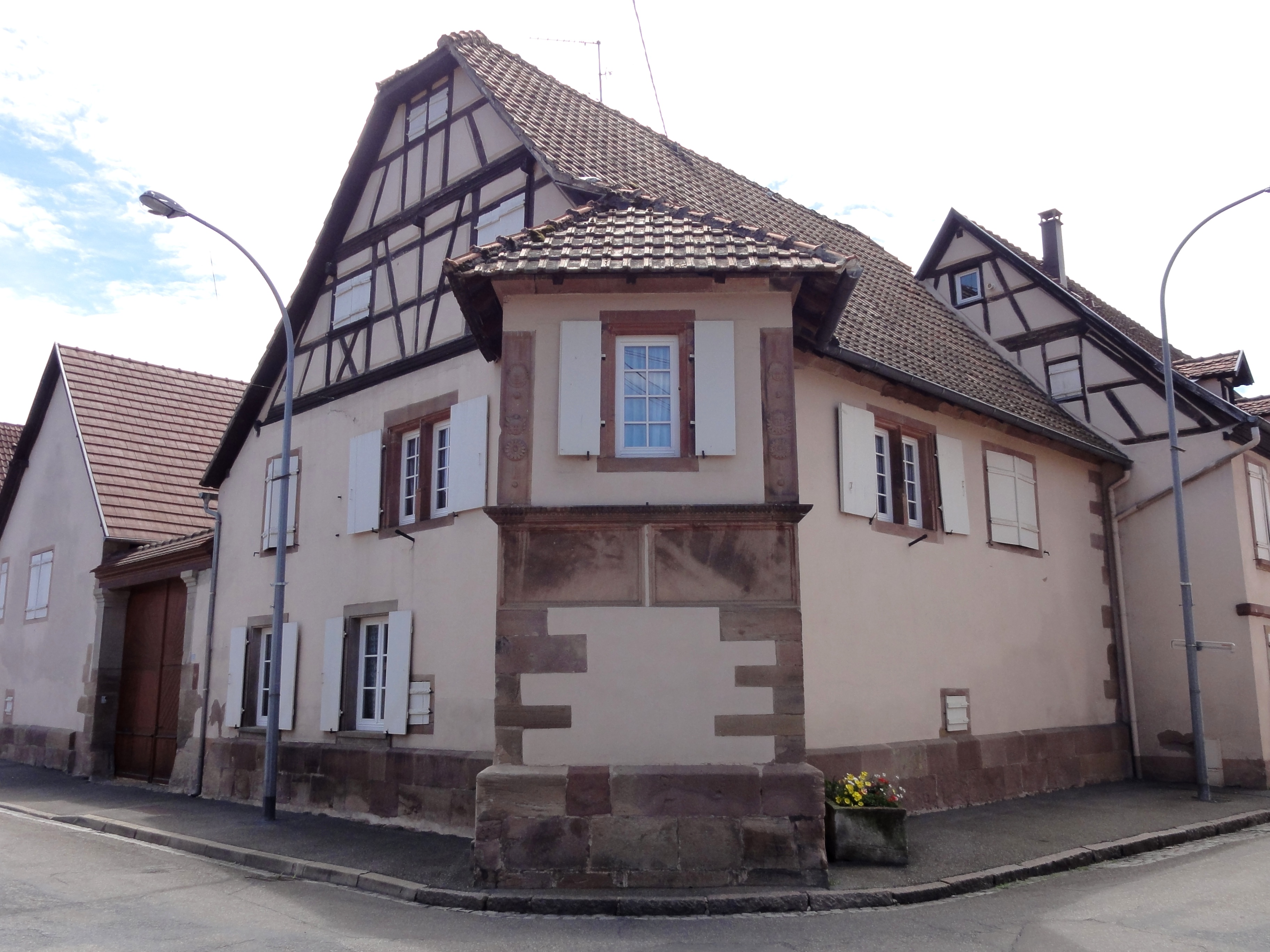
Ferme (XVIe-XVIIe), 30 rue Principale.
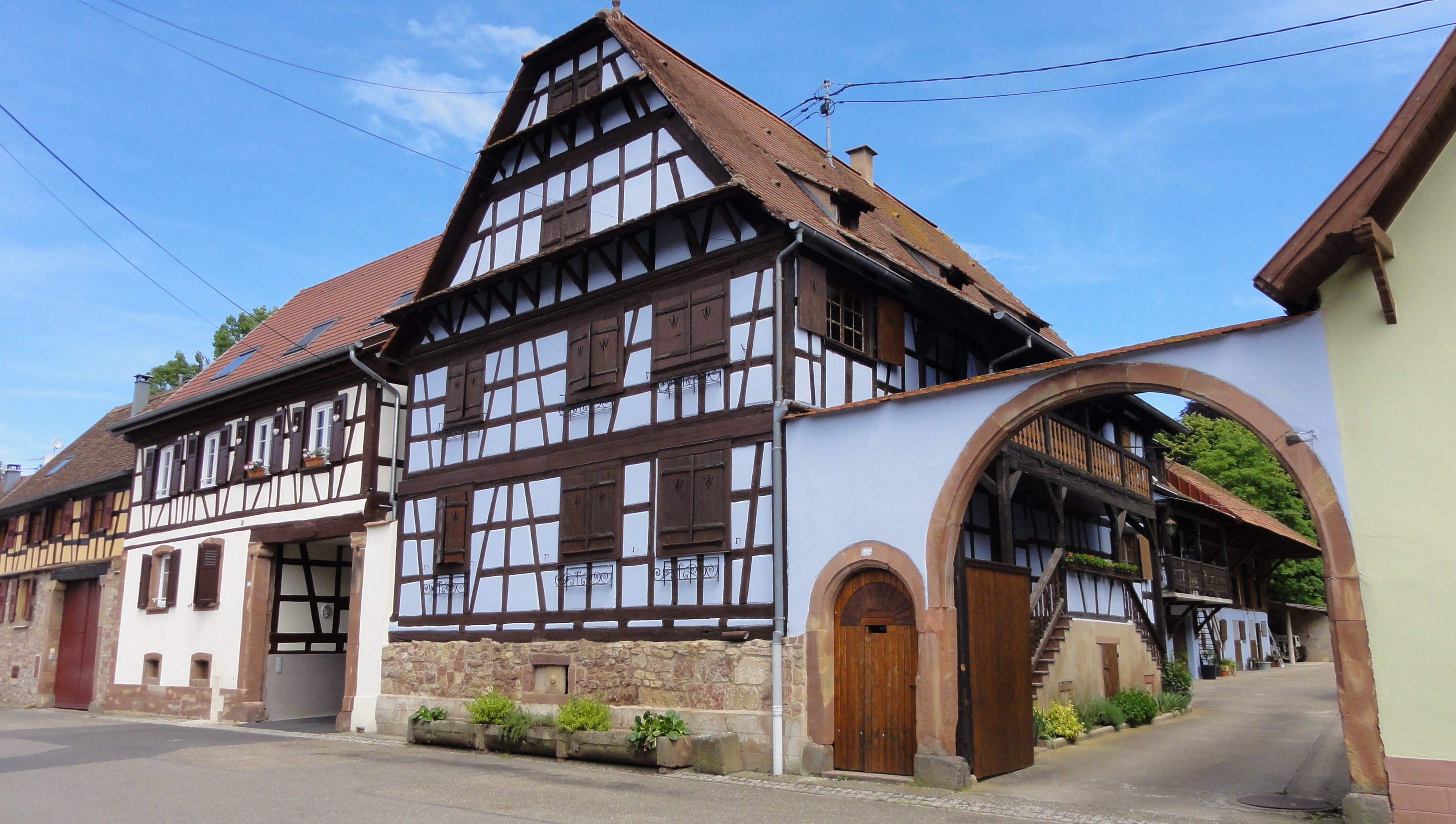
Ferme (XVIIIe), 99 rue du Couvent.
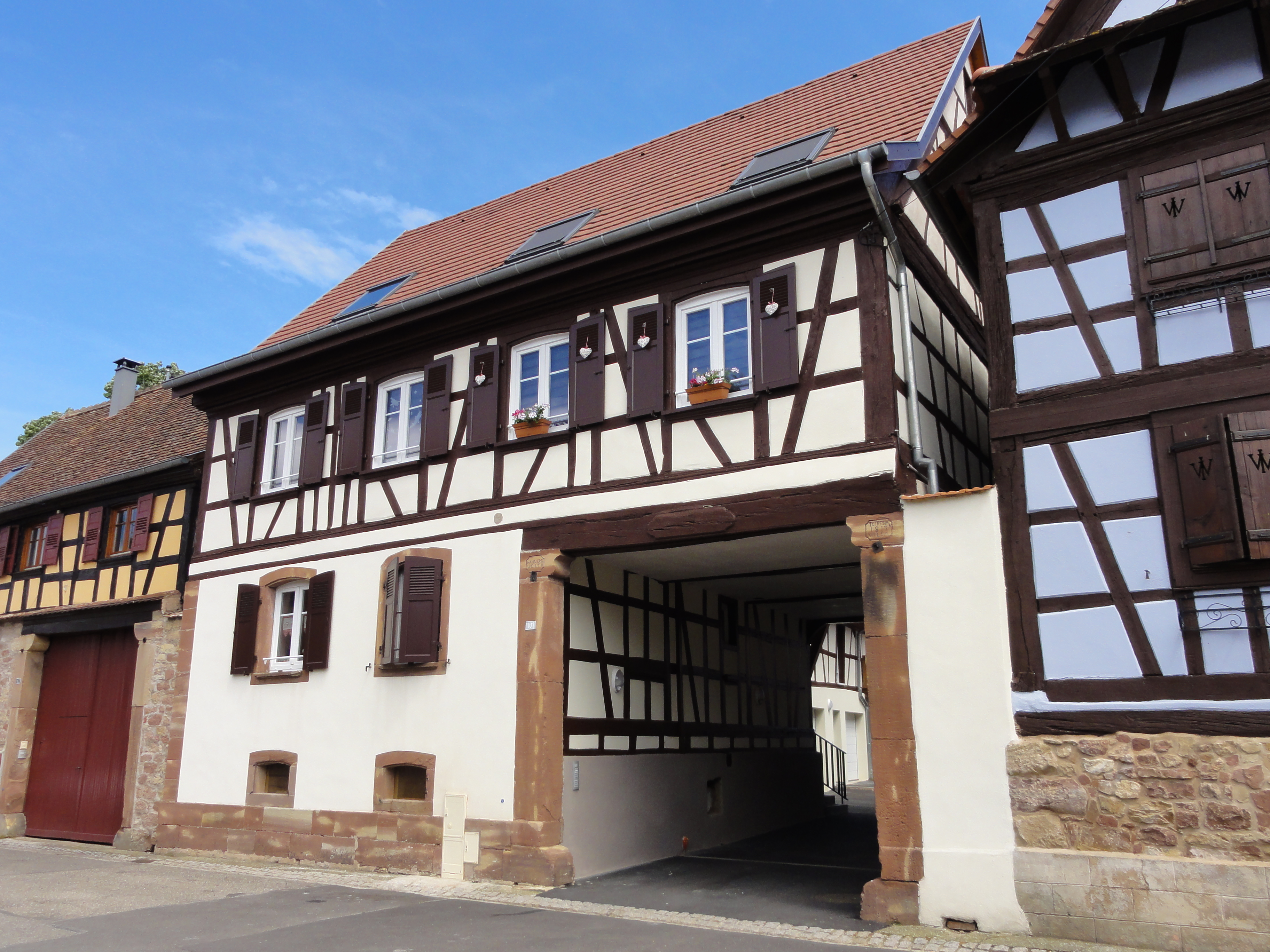
Ferme (1813), 101 rue du Couvent.

### Personnalités liées à la commune
- Jean Keppi, homme politique alsacien, né en 1888 à Mulhouse et mort à Dachstein en 1967.

### Héraldique
| Blason de Dachstein | Blason  | D'azur à saint Martin évêque bénissant issant d'or. |
| Blason de Dachstein | Détails | L'évêque bénissant représente saint Martin et rappelle que Dachstein fut la résidence de plusieurs évêques de Strasbourg. Le statut officiel du blason reste à déterminer. |